# Amt Neunkirchen
Das Amt Neunkirchen war ein kurzlebiges Amt im Kreis Siegen in der preußischen Provinz Westfalen. Sein Gebiet gehört heute zum größten Teil zur Gemeinde Neunkirchen im Kreis Siegen-Wittgenstein in Nordrhein-Westfalen.

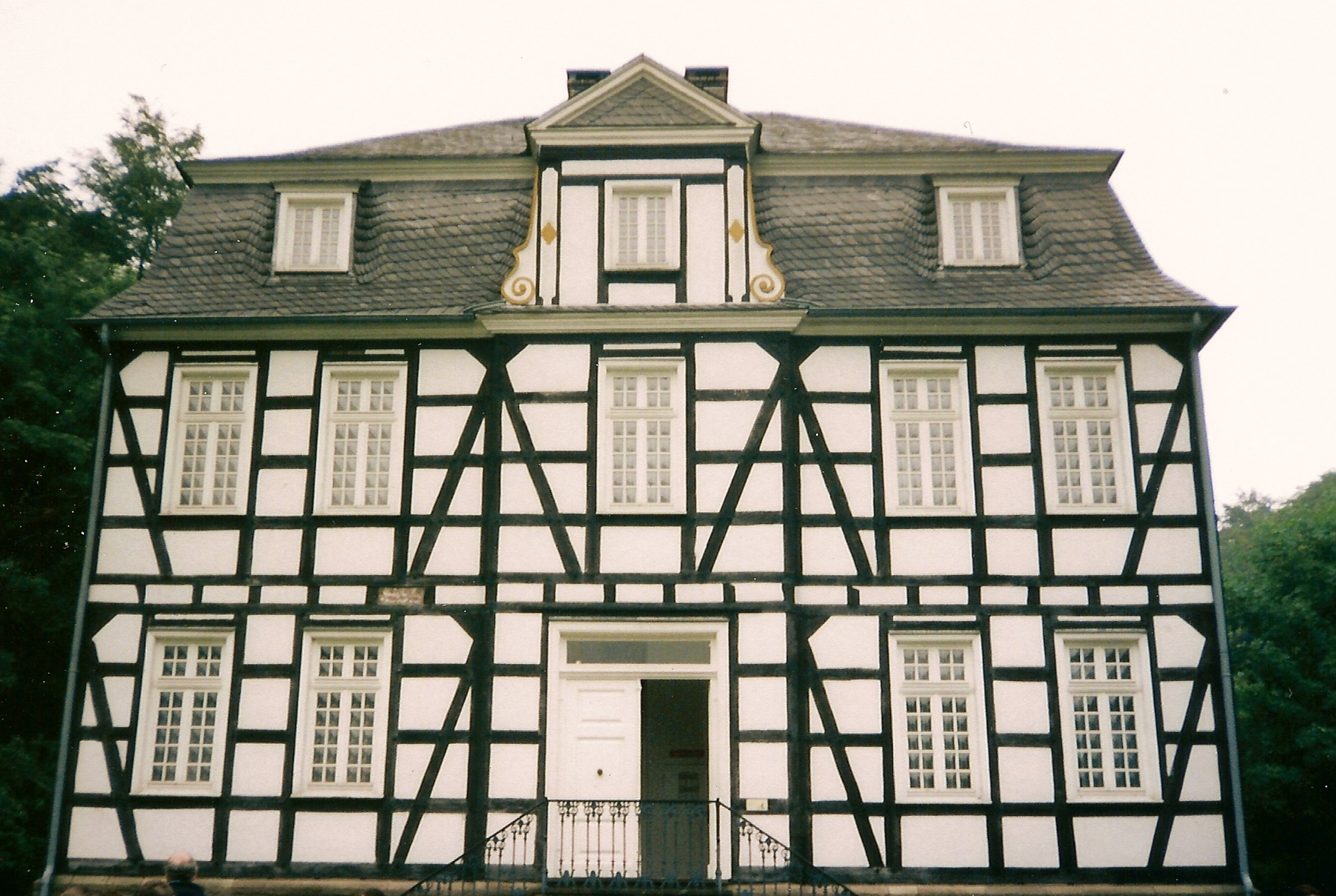
Das schon vor preußischer Zeit erbaute Neunkirchener Amtshaus wurde bis 1973 genutzt und steht heute im Freilichtmuseum Hagen.

Amtsgliederung

## Geschichte
Das Gebiet des späteren Amtes Neunkirchen, im Wesentlichen bestehend aus dem Unteren Freien Grund, wurde 1815/16 im Tausch gegen andere Gebiete vom Herzogtum Nassau an Preußen abgetreten und mit Wirkung vom 20. Mai 1816 dem neuen Kreis Siegen zugeteilt. Dort wurde die Bürgermeisterei Neunkirchen eingerichtet.
Im Rahmen der Einführung der Landgemeindeordnung von 1841 für die Provinz Westfalen wurde 1843 aus der Bürgermeisterei Neunkirchen das Amt Neunkirchen gebildet, welches sieben Landgemeinden umfasste.
Bereits kurze Zeit später im Jahre 1844 wurden die drei Ämter Burbach, Dresselndorf und Neunkirchen zu einem neuen Amt Burbach zusammengeschlossen.
Bis auf die Gemeinde Wilden, die 1894 dem Amt Wilnsdorf zugewiesen wurde, bilden seit 1969 alle Gemeinden des ehemaligen Amtes Neunkirchen die heutige Gemeinde Neunkirchen.

## Gemeinden
Die sieben Gemeinden der vorherigen Bürgermeisterei mit den Einwohnerzahlen 1818 (Gesamt: 2635):
1. Altenseelbach (394 Einwohner)
2. Neunkirchen (493 Einwohner)
3. Salchendorf (481 Einwohner)
4. Struthütten (263 Einwohner)
5. Wiederstein (202 Einwohner)
6. Wilden (352 Einwohner)
7. Zeppenfeld (450 Einwohner)

Anmerkung: Die Gemeinden sind zwischen dem Amt Burbach und dem Amt Neunkirchen aufgeteilt; die Zahlen zeigen die Gesamteinwohnerzahl.